# CHKDSK
CHKDSK (zkratka pro: check disk) je terminálová aplikace operačních systémů DOS, OS/2 a Microsoft Windows, jež má za úkol zjišťovat a opravovat chyby na disku.
Jeho spuštění je možné z příkazové řádky nebo otevřením nabídky Start → Spustit → chkdsk. 

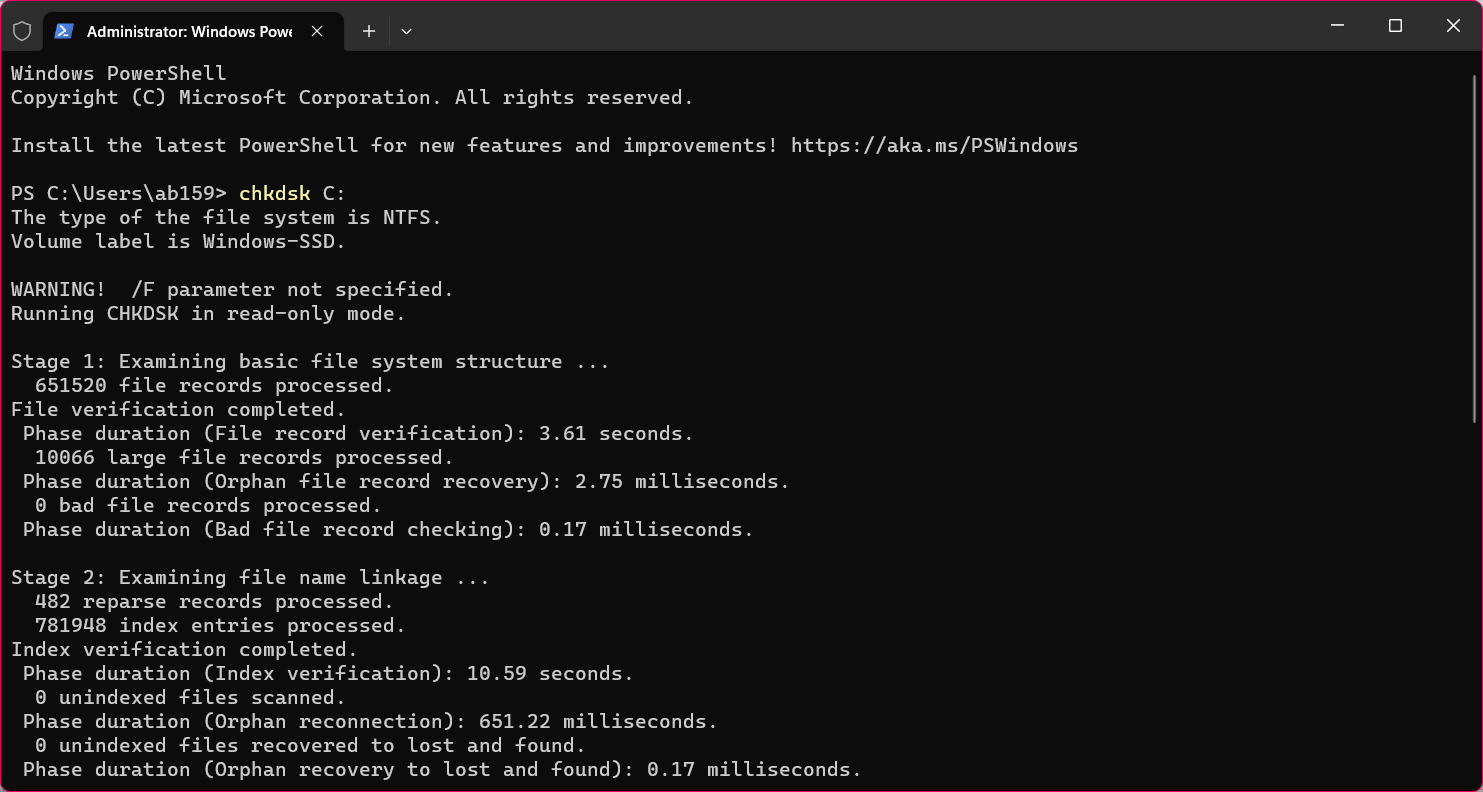
Příklad spuštěného CHKDSK v příkazové řádce Windows XP

## Přepínače programu CHKDSK
- /f – opravuje poškozené segmenty a další chyby disku
- /v – rozdílné funkce podle souborového systému – (FAT) zobrazí cestu a jméno každého souboru na disku; (NTFS) zobrazí dodatečné informace a zprávy o vyčištění (pokud jsou k dispozici)
- /r – lokalizuje špatné sektory a obnoví čitelnou informaci (zahrnuje funkci přepínače /f, ale dělá navíc i dodatečnou kontrolu fyzických chyb na disku)
- /l – (NTFS) nastavuje velikost výstupu
- /x – vynutí odpojení svazku (zahrnuje funkci přepínače /f)
- /i – (NTFS) vykoná jen minimální kontrolu indexování
- /c – (NTFS) vynechá kontrolu cyklů v adresářové struktuře
- /b – (NTFS) znovu ověří špatné svazky (je závislé na /r)